# PP-19 Bizon
PP-Bizon (tiếng Nga: ПП-Бизон) là loại súng tiểu liên được phát triển từ đầu những năm 1990 tại Izhmash. Súng được thiết kế theo yêu cầu của Bộ Nội vụ Nga về một loại vũ khí hiệu quả trong cận chiến với tốc độ bắn nhanh và chính xác dùng cho việc chống khủng bố cũng như trang bị cho các lực lượng thi hành công vụ. Mẫu thử nghiệm đã được Viện Nghiên cứu Thiết bị đặc biệt thử nghiệm năm 1995, nó đã chứng tỏ khả năng của mình so với các mẫu cạnh tranh khác và đã được thông qua để đưa vào phục vụ năm 1996. Súng được trang bị cho các lực lượng phản ứng của Lực lượng An ninh Liên bang và Bộ Tư pháp.

## Thiết kế
Súng được phát triển dựa trên khẩu AKS-74U nên 60% hình dáng cấu trúc của súng giống với súng trường tấn công hơn là súng tiểu liên nhưng cơ chế hoạt động thì hoàn toàn khác.
PP-19 sử dụng cơ chế nạp đan blowback thuần túy để đơn giản hoá việc chế tạo, bắn với khoá nòng đóng để tăng độ chính xác. Khi bắn các loại đạn súng ngắn bình thường thì khoá nòng sẽ lùi rất ngắn nên sẽ làm cho súng có tốc độ bắn cao, nhưng với các loại đạn súng ngắn mạnh áp lực cao khoá nòng sẽ tự động lùi dài hơn, làm giảm tốc độ bắn nhưng cũng sẽ làm giảm độ giật để bắn chính xác hơn. Thân súng được làm bằng thép ép có ba khe thông gió ở mỗi bên phía trước để tăng khả năng tản nhiệt cho nòng súng. Nút khóa an toàn nằm phía bên phải súng với ba chế độ là an toàn, từng viên và tự động. Súng cũng có nút để điều chỉnh tốc độ bắn cho thích hợp. Nòng súng có 4 rãnh xoắn về phía tay phải. Đầu nòng súng có rẵng xoắn để gắn các phụ kiện như bộ phận chống giật.
Hệ thống nhắm cơ bản của súng là thước ngắm và điểm ruồi có tầm ngắm hiệu quả trong khoảng 50 đến 150 m, có thể gắn các loại hệ thống ngắm khác nhau để phù hợp với yêu cầu chiến đấu. Hộp tiếp đạn của súng có hình trụ xoắn ốc gắn song song bên dưới nòng súng nên thường hay bị nhìn nhầm thành ống phóng lựu, có thể chứa được 64 viên đạn cũng như do lắp dọc theo thân súng nên giảm việc chiếm không gian của súng khiến nó trở nên gọn nhẹ hơn, cơ động hơn và cũng được dùng như ốp lót tay để cầm khi chiến đấu. Trọng lượng của hộp tiếp đạn này cũng sẽ kéo nòng súng xuống để tạo sự ổn định cao hơn khi bắn. Báng súng được làm bằng sợi thủy tinh tổng hợp được gia cố để trở nên nhẹ và bền cũng như có thể gấp qua một bên để tiện cho việc di chuyển.

## Biến thể
- Bizon-1: Mẫu thử nghiệm để tạo ra Bizon-2.
- Bizon-2-01: Sử dụng loại đạn 9×19mm Parabellum với hộp đạn 53 viên.
- Bizon-2-02: Sử dụng loại đạn 9×17mm (.380 ACP) với hộp đạn 64 viên.
- Bizon-2-03: Sử dụng loại đạn 9×18mm Makarov với nòng tích hợp một ống hãm thanh.
- Bizon-2-04: Mẫu bán tự động sử dụng đạn 9×18mm Makarov.
- Bizon-2-05: Mẫu bán tự động sử dụng đạn 9×19mm Parabellum.
- Bizon-2-06: Mẫu bán tự động sử dụng đạn 9×17mm.
- Bizon-2-07: Sử dụng loại đạn 7.62×25mm Tokarev, không sử dụng hộp đạn hình trụ mà sử dụng hộp đạn cong tiêu chuẩn.
- Bizon-3: Mẫu đang được phát triển tích hợp cả ống hãm thanh, bộ phận giảm giật và chống chớp sáng.
- STL-15: Súng PP-19 Bizon do Việt Nam tự sản xuất với bản quyền và giấy phép của Nga nó đi kèm với một báng súng theo phong cách Galil và sử dụng loại đạn 9x19mm.